# Département de Santo Tomé
Pour les articles homonymes, voir Santo Tomé.
Le département de Santo Tomé est une des 25 subdivisions de la province de Corrientes, en Argentine. Son chef-lieu est la ville de Santo Tomé.
Le département a une superficie de 7 359 km2. Sa population s'élevait à 54 050 habitants en 2001.

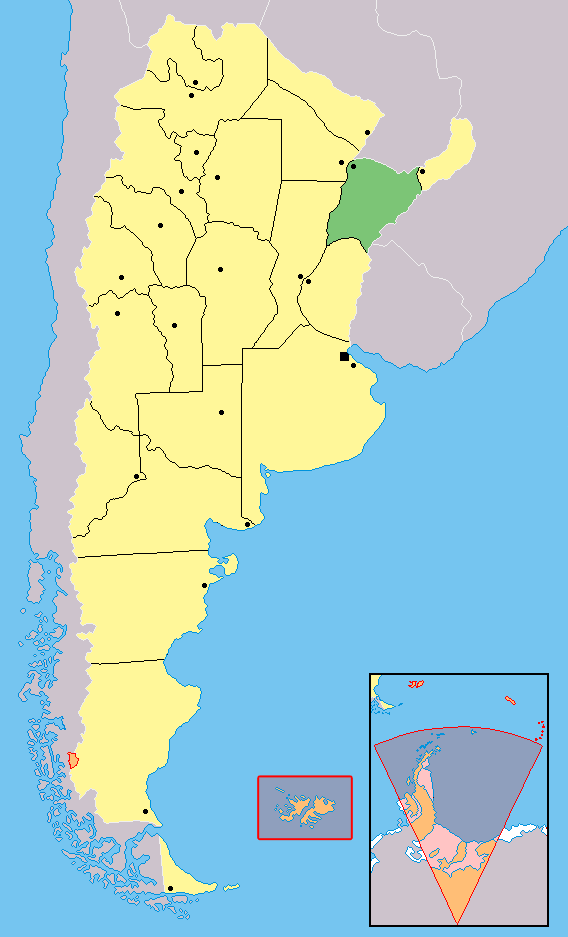
Localisation de la province de Corrientes en Argentine.